# Тимпан (архітектура)

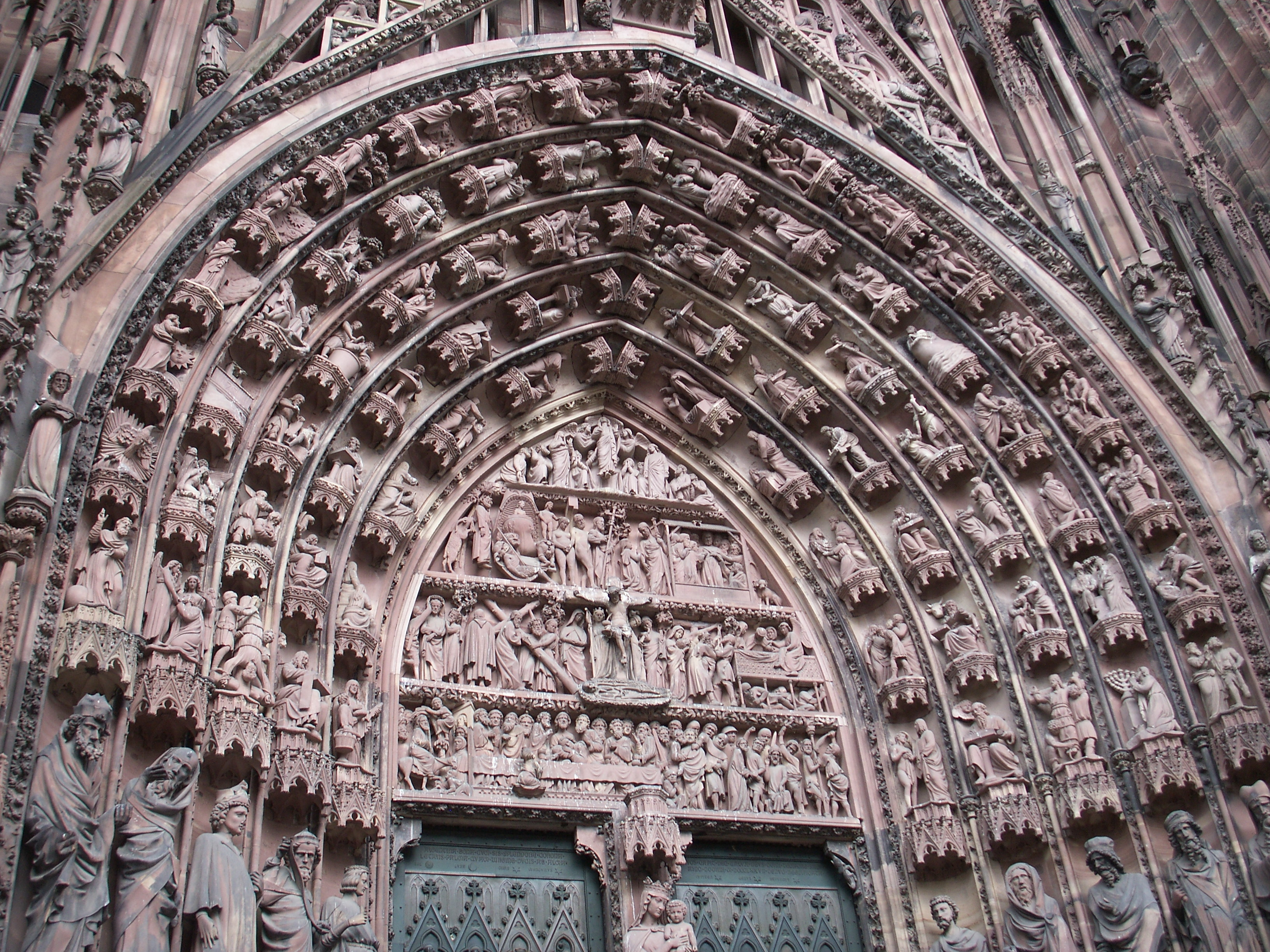
Тимпан і архівольти, що його оточують. Страсбурзький собор, Франція

Тимпа́н (від лат. tympanum) в архітектурі — трикутне чи напівкругле поле фронтону з живописними або скульптурними оздобами.